# Trianoptiles solitaria
Trianoptiles solitaria là loài thực vật có hoa trong họ Cói. Loài này được (C.B.Clarke) Levyns miêu tả khoa học đầu tiên năm 1943.